# 60
Glej tudi: število 60
60 (LX) je bilo prestopno leto, ki se je po julijanskem koledarju začelo na torek.

## Dogodki
- 1. januar

## Rojstva
- - Nikomah, grški matematik, filozof (približni datum) († okoli 120)